# Октябрьский (Миллеровский район)
Октя́брьский — хутор в Миллеровском районе Ростовской области.
Входит в состав Первомайского сельского поселения.

## География
На хуторе имеется одна улица: Ворошиловская.

## Население
| 2010 |
| ---- |
| 42   |